# Комаров, Михаил Семёнович (лётчик)
Михаи́л Семёнович Комаро́в (16 февраля 1912, Воронеж — 12 ноября 1998, Москва) — советский военный и полярный лётчик, участник нескольких полярных экспедиций.

## Биография
Родился в семье механика паровозно-ремонтного завода в феврале 1912 года в Воронеже.
После окончания школы был направлен комсомолом в Воронежский аэроклуб. В 1935 году М. С. Комаров совершил всесоюзный кольцевой перелёт по Советскому Союзу протяжённостью 8964 км на самолёте СПБ-8. За этот перелёт он был награждён золотыми именными часами, а награду получил в Кремле из рук К. Е. Ворошилова.
В 1937 году для укрепления к подготовки молодых лётчиков был переведён в Москву на лётную работу в аэроклуб Свердловского района. В 1939 году он уже работал в аэроклубе Кировского района командиром эскадрильи.
Участник Великой Отечественной войны.
После окончания войны в его часть прибыли начальник Главсевморпути Иван Дмитриевич Папанин и начальник  Полярной авиации Илья Павлович Мазурук. Они пригласили Михаила Семёновича работать в авиации у них, где он пролетал до 1969 года. Был участником дрейфующих станций «Северный полюс — 1, 2, 3, 6» и 17 лётных экспедиций, а также участвовал в первой комплексной Антарктической экспедиции на Южный полюс. В Антарктиде командовал транспортной группой. С 1964 года М. С. Комаров, персональный пенсионер союзного значения, но продолжил работать в Московском институте химического машиностроения (МИХМ), заведующим лабораторией кафедры ОX3. 
Награждён 3  орденами Ленина (06.12.1949, 29.08.1955, 23.06.1961) , Орденом «Знак Почёта» (23.06.1961).
Умер в Москве в 1998 году. Похоронен на Ваганьковском кладбище.